# L'Apiculteur (Kramskoï)
Pour les articles homonymes, voir L'Apiculteur.
L'Apiculteur (en russe : Пасечник) est un tableau du peintre russe Ivan Kramskoï (1837-1887), réalisé en 1872. Il appartient à la collection de la Galerie Tretiakov (inventaire no 5240). Ses dimensions sont de 63,5 × 49,2 cm,.
Dans les lettres de Kramskoï, dans les catalogues des premières expositions, d'autres appellations ont été utilisées pour cette toile, comme Le Vieil homme au rucher, Devenu vieux et Au rucher.

## Histoire
Le tableau a été présenté à la troisième exposition des Ambulants à Saint-Pétersbourg en 1874. Il a été acheté à Kramskoï par le marchand Kozma Soldatenkov (collectionneur surnommé Côme de Médicis) pour faire partie de sa collection privée. En 1901, après le décès de Soldatenkov, par son testament le tableau est revenu au Musée Roumiantsev, d'où il est passé à la Galerie Tretiakov en 1925.

## Description
Le tableau L'Apiculteur appartient à la série des portraits de paysans réalisés par Kramskoï et parmi lesquels on trouve aussi Le Meunier (1873 ; Galerie Tretiakov), Le Garde-forestier (1874 ; Galerie Tretiakov), Le Contemplateur (1876 ; Musée national de peinture de Kiev), Mina Moisseev (1882 ; Musée russe) et d'autres encore.

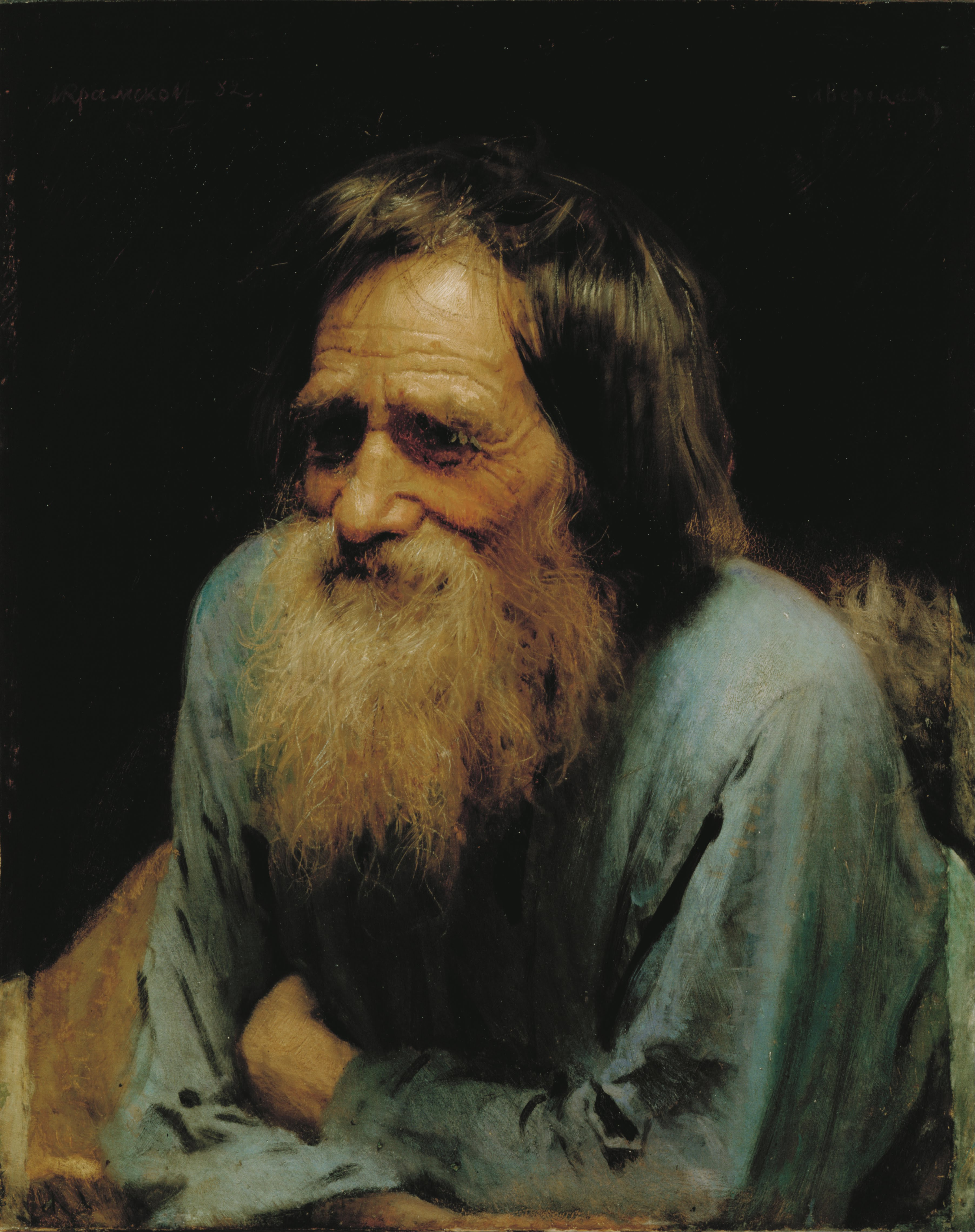
Ivan Kramskoï - Mina Moisseev - 1882.

Le tableau représente un vieil apiculteur, assis sur un tonneau pour se reposer en contemplant les fleurs sauvages. Dans les mains, il tient sa faux, et derrière lui on aperçoit le rucher comprenant de nombreuses ruches pour les abeilles. On comprend que malgré la vieillesse, le travail au rucher donne un sens à sa vie. L'ambiance du tableau est optimiste et les couleurs gaies du paysage estival ensoleillé le souligne.
Dans l'œuvre de Kramskoï, ce tableau est devenu l'un des premiers représentant la nature sur fond de paysage.

## Critiques
L'écrivain Vladimir Poroudominski écrivait sur ce tableau dans son ouvrage sur Kramskoï :

« L'Apiculteur : un vieillard aux cheveux blonds (un don de Dieu) dans la prairie, parmi ses ruches, autour d'un cercle de fleurs odorantes, de hautes herbes. Et lui en chemise blanche, assis sur une ruche retournée sur le sol (Devenu vieux est un des noms de ce tableau), toute sa vie derrière lui, ses cheveux blanchis, ses mains usées par le travail, le dos courbé, sa bonté devenue faiblesse impuissante, son esprit parti en rêve de quelque chose de lointain, cette herbe épaisse autour de lui, tout cela reste inscrit dans sa mémoire. »